# Ebneria
Ebneria is een geslacht van rechtvleugeligen uit de familie sabelsprinkhanen (Tettigoniidae). De wetenschappelijke naam van dit geslacht is voor het eerst geldig gepubliceerd in 1920 door Karny.

## Soorten
Het geslacht Ebneria  is monotypisch en omvat slechts de volgende soort:
- Ebneria poecila (Karny, 1920)